# 碎米蕨叶马先蒿碎米蕨叶亚种
碎米蕨叶马先蒿碎米蕨叶亚种（学名：Pedicularis cheilanthifolia sp. cheilanthifolia）为玄参科马先蒿属下的一个亚种。

## 扩展阅读
- 維基物種上的相關：碎米蕨叶马先蒿碎米蕨叶亚种